# Adam Strzałkowski
Adam Strzałkowski (ur. 26 listopada 1923 w Tenczynku, zm. 25 lipca 2020) – polski fizyk jądrowy, specjalista w badaniach reakcji i oddziaływań jądrowych. Jeden z polskich pionierów obserwacji obiektów astronomicznych z wykorzystaniem fal radiowych za pomocą radioteleskopów. Absolwent i profesor Uniwersytetu Jagiellońskiego, członek Polskiej Akademii Umiejętności.

## Życiorys
Urodził się 26 listopada 1923 r. w Tenczynku. W 1948 r. ukończył studia w zakresie fizyki na Uniwersytecie Jagiellońskim w Krakowie, jednak pracownikiem tej uczelni był już od 1945 r., gdy zatrudniony został w Zakładzie Fizyki Jądra Atomowego, gdzie stał się najważniejszym współpracownikiem prof. Henryka Niewodniczańskiego. W 1960 r. uzyskał stopień doktora nauk fizycznych za badania w zakresie rozpraszania deuteronów, które prowadził w czasie stażu naukowego w Laboratorium Fizyki Jądrowej w Liverpoolu. Po powrocie do Polski brał udział w organizacji Instytutu Fizyki Jądrowej w Krakowie. Jego prace obejmujące pomiary elastycznego rozpraszania deuteronów na jądrach atomowych przyniosły mu międzynarodowe uznanie i były podstawą dla rozprawy habilitacyjnej. Habilitację otrzymał w 1963 r., a tytuł profesora w 1971.
Zawodowo związany był na początku z Obserwatorium Astronomicznym na Uniwersytecie Jagiellońskim, gdzie wraz z Olegiem Czyżewskim i Jerzym de Mezerem zbudował pierwszy w Polsce radioteleskop do obserwacji Słońca. Ponadto razem z Janem Wesołowskim i Jerzym Janikiem wznowił pomiary promieniowania kosmicznego w kopalni soli w Wieliczce prowadzone przed wojną przez Mieczysława Jeżewskiego. Pod koniec lat 40. XX w. zaczął pracę w Zakładzie Fizyki Jądra Atomowego, a także zajmował się budową cyklotronu oraz akceleratora elektrostatycznego w Instytucie Fizyki Uniwersytetu Jagiellońskiego. W 1963 r. zorganizował Studium Fizyki w Katowicach, które z czasem stało się częścią Filii Uniwersytetu Jagiellońskiego w Katowicach (późniejszego Uniwersytetu Śląskiego), za co otrzymał tytuł doktora honoris causa Uniwersytetu Śląskiego. Ponadto był dyrektorem Instytutu Fizyki Uniwersytetu Jagiellońskiego, wicedyrektorem Instytutu Fizyki Jądrowej i prorektorem Uniwersytetu Jagiellońskiego.
Członek Polskiej Akademii Umiejętności, Polskiego Towarzystwa Fizycznego, Europejskiego Towarzystwa Fizycznego, komitetu Physics Letters. Autor ponad 160 prac naukowych, promotor 17 doktoratów z fizyki jądrowej.
Zmarł 25 lipca 2020 r. i został pochowany 31 lipca na cmentarzu Bronowickim w Krakowie.

## Publikacje
Autor książek popularnonaukowych i podręczników, m.in.:
- Z najnowszych osiągnięć fizyki: Od symetrii w fizyce do unifikacji sił przyrody[4],
- Wstęp do fizyki jądra atomowego[2],
- O siłach rządzących światem: rzecz o podstawowych oddziaływaniach – grawitacyjnych, elektromagnetycznych, silnych i słabych[5],
- Z najnowszych osiągnięć fizyki[4].

## Odznaczenia
- Krzyż Komandorski z Gwiazdą Orderu Odrodzenia Polski (2000)[6]
- Krzyż Oficerski Orderu Odrodzenia Polski[1]
- Krzyż Kawalerski Orderu Odrodzenia Polski[1]
- Medal Komisji Edukacji Narodowej[2]
- Medal Zasłużonego Nauczyciela[2]
- Krzyż Zasługi I klasy Orderu Zasługi Republiki Federalnej Niemiec[1]
- Nagroda Państwowej Rady ds. Pokojowego Wykorzystania Energii Jądrowej[2]
- Nagroda Ministra Nauki, Szkolnictwa Wyższego i Techniki[2]
- Nagroda Ministra Zdrowia i Opieki Społecznej[2]
- Odznaka Zasłużony dla Województwa Katowickiego[1]
- Medal Uniwersytetu Śląskiego[1] (1995)[2]